# Jayden Hadler
Jayden Hadler (Australia, 23 de septiembre de 1993) es un nadador australiano especializado en pruebas de estilo mariposa media distancia, donde consiguió ser subcampeón mundial en 2015 en los 4 x 100 metros.

## Carrera deportiva
En el Campeonato Mundial de Natación de 2015 celebrado en Budapest ganó la medalla de plata en los relevos de 4 x 100 metros estilos, nadando el largo de mariposa con un tiempo individual de 51.91 segundos, tras Estados Unidos (oro) y por delante de Francia (bronce).